# Карюэль д’Алиньи, Теодор
Теодор Карюэль д’Алиньи (фр. Théodore Caruelle d'Aligny; 24 января 1798, Шантене-Сент-Имбер — 24 февраля 1871, Лион) — французский живописец, рисовальщик и гравёр, пейзажист.

## Биография
Теодор (при рождении Карюэль) родился в Шантене-Сент-Имбер, департамент Ньевр (центральная Франция) 24 января 1798 года в семье художников. В 1801 году он потерял отца Жана-Батиста Карюэля. Воспитанный тестем Клодом Мёр-Алиньи, он взял часть его фамилии. Приехав в Париж в 1808 году, он начал с обучения росписи фарфоровых изделий. Живописи учился у Жана-Батистa Реньо и Луи Этьенa Ватле.
Карюэль д’Алиньи работал в жанре исторического пейзажа и для своего первого участия в Парижском салоне 1822 года представил картину «Дафнис и Хлоя». Затем он несколько лет, с 1824 по 1827 год, провёл в Италии, где подружился с Камилем Коро.
Вернувшись во Францию, Карюэль д’Алиньи начал регулярно выставлять свои картины в салоне. В 1843 году совершил поездку в Грецию, по заказу парижской Школы изящных искусств зарисовывал памятники античной архитектуры. Результат опубликовал в виде сборника офортов: «Виды наиболее знаменитых мест Древней Греции, нарисованные с натуры и награвированные офортом» (Vues des sites les plus célèbres de la Grèce antique dessinées sur nature et gravées à l’eau forte, 1845; репринт 1971). По возвращении он украсил капеллу купели церкви Сент-Этьен-дю-Мон в Париже (1851).
Карюэль д’Алиньи получал награды Парижских салонов 1831 и 1837 годов. 2 июля 1842 года он был награждён орденом Почётного легиона и принят в Королевскую академию живописи и скульптуры. В 1860 году был назначен директором Школы изящных искусств в Лионе, городе, где он скончался 24 февраля 1871 года. Останки художника были перевезены в столицу и захоронены на кладбище Монпарнас. Его надгробие украшает мраморный бюст работы скульптора Антуана Этекса.
Учениками Карюэля д’Алиньи были живописцы-пейзажисты Франсуа-Огюст Равье и Шарль Эдм Сен-Марсель.

## Наследие
Карюэль д’Алиньи является одним из новаторов пейзажной живописи XIX века. Мастер интимного, идиллического пейзажа. Он работал в лесу Фонтенбло и на побережье Нормандии и был одним из предшественников барбизонской школы. С 1827 года он снимал в Барбизоне дом у трактирщика Ганне, который также вошёл в историю французского искусства, поскольку его заведение стали посещать и другие художники.
Участие Карюэля д’Алиньи в салоне 1833 года вдохновило требовательного критика Теофиля Готье на положительную оценку: «Господин Алиньи всегда отличается красивыми и строгими линиями своих деревьев и скал. Его пейзажи мало изучены, и дело не в том, что он этого не заслуживает». Готье возобновил свою похвалу во время салона 1839 года и Всемирной выставки 1855 года. Его энтузиазм даже вырос до такой степени, что он назвал художника «Энгром пейзажа». Братья Гонкур во время салона 1852 года, напротив, посчитали пейзажи художника слишком тривиальными.
Произведения Карюэля д’Алиньи находятся во многих французских музеях. В отделе графики Лувра в Париже хранится большое собрание его рисунков, и несколько в Музее изящных искусств в Ренне. Четыре картины имеются в Лувре: «Вид в Амальфи» (1835), «Прометей» (1837), «Итальянская вилла» (1841), «Роше де Фонтенбло». Другие картины хранятся в Музее изящных искусств Анжера, Музее Кальве в Авиньоне, Музее изящных искусств Бордо, Музее изящных искусств Каркассона, Музее изящных искусств Лиона и Валансьена, музее Кийо в Клермон-Ферране, в музее Маньен в Дижоне, в муниципальном музее Семюр-ан-Оксуа, в Музее истории Франции в Версале.

## Галерея
- Систерон. 1851. Тонированная бумага, карандаш, сепия, белила
- Младенец Вакх, воспитанный нимфами Наксоса, 1848. Бумага на холсте, масло. Музей изящных искусств, Бордо
- Терраса на берегу озера Маджоре. Бумага на холсте, масло. Музей департамента Уазы, Бове
- Пастораль. До 1855. Тонированная бумага, итальянский карандаш, уголь. Музей искусств, Балтимор, США
- Вид Амальфи, берег Салернского залива. Ок. 1834. Холст, масло. Лувр, Париж
- Купальщицы. 1840. Семюр-ан-Осуа, Франция